# 簡明精神病評定量表
簡明精神病評定量表（英語：Brief Psychiatric Rating Scale；簡稱BPRS）是一個精神科的評定量表，讓臨床醫生或研究人員以之來衡量病者的精神症狀，例如：抑鬱、焦慮、幻覺和其他的異常行為。本評定量表是現時使用最久、最廣泛使用的精神病評定量表，於1962年首次出版，現時最新的版本是4.0。

## 評估辦法
每個徵狀被評為1-7之間：
1. 非常輕微（Extremely Mild）、
2. 很輕微（Very Mild）、
3. 輕微（Mild）、
4. 中等（Moderate）、
5. 嚴重（Severe）、
6. 很嚴重（Very Severe）、
7. 非常嚴重（Extremely Severe）。

視乎不同的版本，包括有18到24種要評估的病徵。評定量表詳列各評估細項的成立條件，以及細項之間的關連。例如：若病者因為自體幻象而在第一項被評為很嚴重到非常嚴重，那在第11項的評估值應至少被評為中等。

## 評估細項
1. 自體觀感（Somatic Concern）
2. 焦慮（Anxiety）
3. 抑鬱（Depression）
4. 自殺傾向（Suicidality）
5. 內疚（Guilt）
6. 敵意（Hostility）
7. 情緒高昂（Elated Mood）
8. 浮誇（Grandiosity）
9. 多疑（Suspiciousness ）
10. 幻覺（Hallucinations）
11. 不尋常的思想內容（Unusual thought content）
12. 怪異行為（Bizarre behaviour）
13. 自我忽視（Self-neglect）
14. 迷失方向（Disorientation）
15. 概念混亂（Conceptual disorganisation）
16. 遲鈍反應（Blunted affect）
17. 情感退縮（Emotional withdrawal）
18. 機動能力遲緩（Motor retardation）
19. 緊張（Tension）
20. 不合作（Uncooperativeness）
21. 興奮度（Excitement）
22. 分心程度（Distractibility）
23. 機動能力過度活躍（Motor hyperactive）
24. 舉止和姿態（Mannerisms and posturing）

當中，第1-14項乃被觀察者自行報告，第7、12、13項由醫生觀察被觀察者判斷，第15至24項由醫生從被觀察者的表現及言語來判斷。

## 參看
- PANSS（英语：Positive and Negative Syndrome Scale）
- SANS（英语：Scale for the Assessment of Negative Symptoms）
- SAPS（英语：Scale for the Assessment of Positive Symptoms）
- 精神病分類及評定量表（英语：Diagnostic classification and rating scales used in psychiatry）
- ITAQ（英语：ITAQ）

## 外部連結
- BPRS online tool （页面存档备份，存于）
- Commentary on the BPRS by John Overall in 1978 at Citation Classics （页面存档备份，存于）
- Link to first page of the original paper (Scroll down to the bottom of the page and click summary)